# Carolyn Lawrence
Carolyn Lawrence (Baltimore, 13 de febrero de 1967) es una actriz estadounidense conocida por hacer la voz de Arenita Mejillas en Bob Esponja.

## Vida y carrera
Lawrence nació en Baltimore, Maryland. Es conocida por hacer de voz de Arenita Mejillas en Bob Esponja. También fue la voz de Cindy Vortex en The Adventures of Jimmy Neutron: Boy Genius.

## Filmografía
- Película Sin Título de Arenita (TBA) - Sandra "Sandy" Cheeks
- The SpongeBob Movie: Sponge on the Run (2020) - Sandra "Sandy" Cheeks
- The SpongeBob Movie: Sponge Out of Water (2015) - Sandra "Sandy" Cheeks[1]
- Stan (2011) - Amiga de la familia
- SpongeBob SquarePants featuring Nicktoons: Globs of Doom (2008) (VG) - Cindy Vortex
- Doraemon: Nobita and the Green Giant Legend (2008) - Shizuka Minamoto
- The Wild (2006) - Voz adicional
- Nicktoons: Battle for Volcano Island (2006) (VG) — Cindy Vortex
- Goodnight Burbank (2006) — Christy Allison
- Fairly Odd Parents (2006) (VG)
- Nicktoons Unite! (2005) (VG) — Sandy Cheeks/Cindy Vortex
- Moral Orel (2005) (TV) — Orel Puppington
- Resident Evil 4 (2005) (VG) — Ashley Graham
- Jimmy Neutron: Attack of the Twonkies (2005) — Cindy Vortex
- Boston Legal (2004) (episode: "Shock and Oww!") - Thirty-Year-Old Juror
- The SpongeBob SquarePants Movie (2004) — Sandra "Sandy" Cheeks
- Catching Kringle (2004) — Snowflake
- EverQuest II (2004) (VG) — Capitán Helysianna/Queen Zynixi/Flamestalker/Ambassador Kialee/Tseralith 1/Scholar Neola/Lyris Moonbane
- Jimmy Neutron: Win, Lose and Kaboom (2004) (TV) — Cindy Vortex
- The Jimmy Timmy Power Hour (2004) — Cindy Vortex
- Party Wagon (2004) (TV)
- A Minute with Stan Hooper - Marjorie (Episodio Pilot, Snow Job)
- A Shocker on Shock Street - Erin Wright
- Ratchet & Clank: Going Commando (2003) (VG) — Madre/Chica
- SpongeBob SquarePants: Battle for Bikini Bottom (2003) (VG) — Sandy Cheeks
- Vampires Anonymous (2003) — Penelope
- Patrick the Snowman (2002) — Sandy Cheeks
- SpongeBob SquarePants: Revenge of the Flying Dutchman (2002) (VG) — Sandy Cheeks
- SpongeBob SquarePants: Employee of the Month (2002) (VG) — Sandy Cheeks
- The Adventures of Jimmy Neutron: Boy Genius (2002) (TV) — Cindy Vortex, Tina Sue (Episodio Operation: Rescue Jet Fusion, Part 1)
- Spyro: Enter the Dragonfly (2002) (VG) — Zoe
- The Fairly OddParents (2001) (Timmy the Barbarian/No Substitute for Crazy) - Sra. Sunshine
- Jimmy Neutrón (2001) — Cindy Vortex
- SpongeBob SquarePants: Operation Krabby Patty (2001) (VG) — Sandy Cheeks
- SpongeBob SquarePants: SuperSponge (2001) (VG) — Sandy Cheeks
- Amélie Amélie Poulain (2001)
- Spyro: Year of the Dragon (2000) (VG) — Zoe/Greta/Tara Kroft/Elora
- SpongeBob SquarePants (1999–Present) — Sandra "Sandy" Cheeks
- Union Square (1997) (EpisodioEnjoy Your Haddock) - Michelle
- 7th Heaven (1996) (EpisodioRed Tape) - Operadora
- Mike & Spike (1995) (Episodio: "Person To Shoe") - Michelle Baby
- Caroline in the City (1995) (Caroline and Victor/Victoria) - Enfermera
- Muscle (1995) - Karen Anders
- Mike & Spike (1994) (Episodio: "Person To Insect") - Michelle Baby
- Weird Science (1994) (EpisodioFuture Bride) - Dasha
- Little Man Tate (1991) — Sorority Girl
- |Wings (1990) (Grouses, Houses, and Bickering Spouses) - May
- Little Women (1987) - Amy March